# Swantje Michaelsen
Swantje Henrike Michaelsen (nascida a 4 de outubro de 1979) é uma política alemã. Michaelsen tornou-se membro do Bundestag a partir das eleições federais alemãs de 2021. Ela é afiliada ao partido Aliança 90/Os Verdes.
Ela concorreu às eleições pelo distrito eleitoral de Stadt Hannover I. e já havia concorrido nas eleições federais alemãs de 2017.